# Kup EFAF
Kup EFAF (eng. EFAF Cup) je europsko klupsko natjecanje u američkom nogometu kojeg organizira Europska federacija američkog nogometa (eng. European Federation of American Football - EFAF).

## Pobjednici i finalisti
| sezona | pobjednik                               | rez.  | finalist                                |
| ------ | --------------------------------------- | ----- | --------------------------------------- |
| 2002.  | Graz Giants                             | 21:12 | Badalona Dracs                          |
| 2003.  | Carlstad Crusaders                      | 28:7  | Papa Joe's Tyrolean Raiders (Innsbruck) |
| 2004.  | Papa Joe's Tyrolean Raiders (Innsbruck) | 45:0  | Farnham Knights                         |
| 2005.  | Marburg Mercenaries                     | 49:14 | Elancourt Templiers                     |
| 2006.  | Turek Graz Giants                       | 37:20 | Eidsvoll 1814s                          |
| 2007.  | Turek Graz Giants                       | 28:26 | Cineplexx Blue Devils (Hohenems)        |
| 2008.  | Berlin Adler                            | 29:0  | Parma Panthers                          |
| 2009.  | Prague Panthers                         | 35:12 | Thonon Black Panthers                   |
| 2010.  | Calanda Broncos (Landquart)             | 17:3  | Carlstad Crusaders                      |
| 2011.  | London Blitz                            | 29:7  | Kragujevac Wild Boars                   |
| 2012.  | Søllerød Gold Diggers (Rudersdal)       | 31:21 | Triangle Razorbacks (Vejle)             |
| 2013.  | Thonon Black Panthers                   | 65:6  | L'Hospitalet Pioners                    |

## Poveznice i izvori
- efaf.info  Arhivirana inačica izvorne stranice od 25. kolovoza 2014. (Wayback Machine)
- eurobowl.info
- football-aktuell.de, EFAF Cup
- BIG6 European Football League
- European Football League
- Eurobowl
- IFAF Europe Champions League
- NFL Europa
- Football League of Europe
- CEFL
- AAFL
- German Football League